# Manuel Knapp
Manuel Knapp (* 12. Mai 1978) ist ein österreichischer bildender Künstler, Filmemacher, Noise Musiker und Komponist.

## Biographie
Manuel Knapp studierte Malerei an der Akademie der bildenden Künste in Wien und Computermusik und elektroakustische Medien  an der Universität für Musik und darstellende Kunst in Wien.
Er ist künstlerisch aktiv seit Ende der 1990er Jahre und International tätig seit Anfang 2000 und war Mitorganisator der Konzertreihe VELAK-gala im Konzerthaus Wien, die sich aus ehemaligen Studierenden des elektroakustischen Instituts Wien zusammensetzte.
Von Beginn an arbeitete Manuel Knapp mit Schwarz und Weiß in den Medien Malerei, Zeichnung, Installation, Projektion und beschäftigt sich hauptsächlich mit den alten großen Themen der Kunst, Philosophie und Alchemie wie dem Experiment, Raum, Zeit, Perspektive, Wahrnehmung, Licht, Schatten, ästhetische Information und vor allem der Linie und dem Nicht-Wissen. Er begann 1996 den Computer als künstlerisches Medium einzusetzen und wurde somit sehr schnell ein fixer Bestandteil seiner Arbeit. Seine musikalische Erziehung begann mit dem zehnten Lebensjahr.

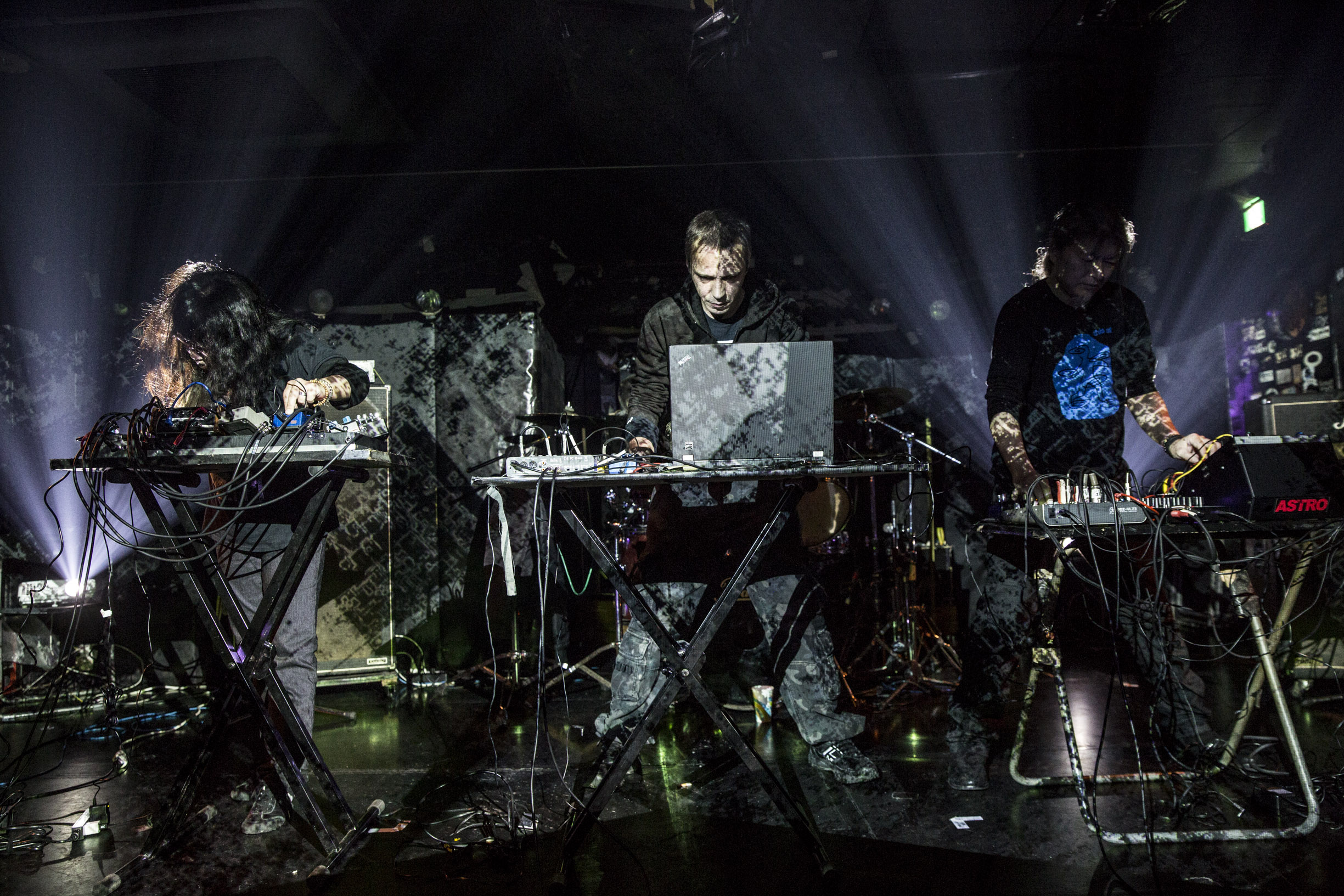
cosmic coincidence live in Tokio

Mit Tim Blechmann veröffentlichte er eine Vielzahl von Aufnahmen und seit 2010 ist er auch Teil der japanischen Noise-Formation "cosmic coincidence" (früher C.C.C.C.) mit Hiroshi Hasegawa (ASTRO) und Rohco Hasegawa.
2007 erhielt er für visibility of interim~ den Diagonalepreis bester innovativer Experimentalfilm. und 2012 den K3 Filmfestivalpreis für voidov~.
Von 2007 bis 2009 arbeitete Knapp (Ton) mit dem englischen Schriftsteller und Filmemacher Peter Lorrimer Whitehead für den Film "terrorism considered as one of the fine arts" zusammen, der 2009 seine Premiere bei der Viennale in Wien feierte.
2010 reiste er nach Tokio auf Grund seines Interesses von Noise und experimenteller Musik. Schnell integrierte er sich dort in der japanischen Underground-Noise-Szene und spielte zahlreiche Konzerte mit Musikern wie Zbigniew Karkowski, Hiroshi Hasegawa, Tetsuo Furudate, Government Alpha, Reiko A., Keiko Higuchi, uvm.

Weitere musikalische Zusammenarbeit mit Takashi Makino, Christian F. Schiller (K+ILLER), Robert B. Lisek, Kelly Churko, Cal Lyall, Daniel Buess, uvm.
"Der Österreicher Manuel Knapp ist extremer Grenzgänger. Egal ob als Musiker, Filmemacher oder Bildender Künstler, in all seinen künstlerischen Arbeiten äußert sich sein Hang zu strengen, reduzierten Konstruktionen und die Faszination für das Sublime. Knapp konfrontiert uns mit kristallinen Noisewänden. Archaisch und elementar, als würde man bei tobender Lautstärke von einer riesigen Welle unters Meer gedrückt, offenbart sich die Eleganz seiner Kompositionen erst, wenn man sich auf die apokalyptische Reizüberflutung einlässt. Sein Live-Set ist ein akutes Klangereignis, das direkt auf den Körper wirkt und unser Sensorium attackiert. Immersiv, fordernd, radikal". 
2019 gewann At the Horizon von Manuel Knapp und Makino Takashi im Zuge des Ann Arbour Film Festivals den Tíos Award in der Kategorie „Bester Internationaler Film“.
Manuel Knapp lebt und arbeitet in Wien und Tokio.

## Ausstellungen, Messebeteiligungen und Festivals (Auswahl)
FIAC Paris (FRA), Kunsthaus Graz (AUT), centrocentro Madrid (ESP), Amory Show-NYC (USA), art/basel miami beach (USA), arco madrid (ESP), freeze london (GBR), kunsthalle wien (AUT), zona maco Mexiko-Stadt (MEX), superdeluxe Tokio (JPN), the house of art ceske budejovice (CZE), uplink factory tokyo (JPN), BIX fassade-kunsthaus graz (AUT), evento-biennale bordeaux (FRA), disnovation festival pau (FRA), gallerie grita insam vienna(AUT), georg kargl fine arts vienna (AUT), filmmuseum wien (AUT), gallerie stadtpark krems(AUT), flexfest (USA), Canberra National Film and Sound Archive (AUS), european short film Festival at MIT Boston (USA), denver film festival (USA), leeds international film festival (GBR), stedelijk museum amsterdam (NLD), kontraste festival krems (AUT), european media art festival osnabrueck (DEU), edinburgh international film festival (GBR), WRO poland (POL), internationale Kurzfilmtage Oberhausen (DEU), EXIS seoul (COR), donaufestival krems (AUT), IFFR (NLD), Laplandia Culture Centre in Murmansk, (RUS) Masthugg Church in Göteborg (SWE), Diagonale Graz (AUT), Balta Nakts Riga (LVA), STRP Biennale Eindhoven (NLD), glasgow film festival (GBR), MIFF australia (AUS), sxsw austin (USA), uvm.

## Diskographie (Auswahl)
- `1906` cross field (moka bar) 2008
- Manuel Knapp & Tim Blechmann – Untitled 22 (Uzusounds) 2009
- C.C.C.C. – Live At Velvet Sun Cassette, Single Sided, Limited Edition, C60 (Neon Blossom Records – NBR35) 2010
- C.C.C.C. / Junk Sick, Lathe Cut, 12", Limited Edition (Altered States Tapes – AST020) 2011
- Tim Blechmann – Manuel Knapp – IV / V / VI (3xFile, FLAC, 24b) (Moka Bar) 2012
- Tim Blechmann / Manuel Knapp – VIII (CDr, Album, Ltd) (Nada) 2013
- Tim Blechmann & Manuel Knapp – Untitled 89 (CDr, Ltd) (Kwanyin Records) 2013
- GOVERNMENT ALPHA / MANUEL KNAPP [Phobos And Deimos] cdr, (xerxes) 2013
- Kelly Churko / Manuel Knapp – Nonstillness (4xFile, FLAC) (PRO-NOISE) 2013
- Manuel Knapp / Tim Blechmann – IX (File, FLAC, 24b) (Moka Bar) 2013
- Tim Blechmann – Manuel Knapp – XI (File, FLAC, 24 )  (Moka Bar) 2014
- Tim Blechmann – Manuel Knapp – X (File, FLAC, 24 )  (Moka Bar) 2014
- Tim Blechmann – Manuel Knapp – XII (File, FLAC, 24 ) (Moka Bar) 2014
- AZOTH[11][12][13] (ventil records) 2016
- Call Of Aokigahara (Cass) (Lonktaar) 2016

Quelle:

## Filmographie
- tarantula~ 2000 Computeranimation 4:3 s/w stereo SD 5min.
- accelerated lines~ 2005 Computeranimation 4:3 s/w stereo SD 6min.
- interferenzen v.01~ 2005 Computeranimation 4:3 s/w stereo SD10 min.
- visibility of interim~ 2007 Computeranimation 4:3 s/w stereo SD13 min.
- distorted areas 0.1~ 2008 Computeranimation 16:9 s/w stereo HD4 min.
- stroboscopic noise~ 2009 Computeranimation 16:9 s/w stereo HD 10 min.
- information of decay~ 2009 Computeranimation 16:9 s/w stereo 3 kanal HD 18 min. Sound von Tim Blechmann
- voidov~ 2012 Computeranimation 16:9 s/w stereo HD 14 min.
- 1=~a 2013 Computeranimation 16:9 s/w stereo HD 20 min. Sound von Zbigniew Karkowski
- prospect of doom~ 2013 Computeranimation 16:9 s/w stereo or HD 1h48min. Sound von Tim Blechmann
- V~ 2013 Computeranimation 35mm vertical s/w stereo, 2k s/w stereo 9.20 min.[15]
- voidov~II 2014 Computeranimation 16:9 s/w stereo HD 9 min. Sound by Tetsuo Furudate
- monolith~ 2015 Computeranimation 16:9 s/w stereo HD 28 min.
- laws of reflection~ 2016 Computeranimation 16:9 s/w stereo HD a 10min. Serie von Animationen für verschiedene Komponisten. Sound von: Government Alpha, Tim Blechmann, Hiroshi Hasegawa, Cal Lyall, Zbigniew Karkowski, Kelly Churko, Tetsuo Furudate.
- at the horizon 2017 Computeranimation 16:9 s/w stereo HD 30min, Kollaboration mit MakinoTakashi.
- momentum~142310 2017 Computeranimation 16:9 s/w stereo HD 15min.